# Donati Frigyes
Donati Frigyes (Szilézia, 1690 – Fiume, 1750. augusztus 18.) teológiai doktor, jezsuita rendi tanár.

## Élete
Bécsben vétetett föl a rendbe, a  Nagyszombati Egyetemen (1717–1720) a theológiát hallgatta; azután Fiuméban öt évig tanította a theologiát, később a bölcseletet Görlitzben, a theologiát Zágrábban, Kassán és Grazban adta elő végre a seminarium kormányzója volt Fiuméban.

## Munkái
- Jus et ratio domus Dei. Tyrnaviae, 1718 (Szűz Máriának szeplőtlen fogantatásáról)